# Daniel Sáez (calciatore)
Daniel Eduardo Luís Sáez (L'Avana, 11 maggio 1994) è un ex calciatore cubano, di ruolo difensore.

## Carriera

### Club
Ha sempre giocato nella massima serie cubana.

### Nazionale
Ha esordito in nazionale nel 2012; l'anno seguente ha invece giocato i Mondiali Under-20. Nel 2015 e nel 2019 ha partecipato alla CONCACAF Gold Cup.